# Alexander Meier
Alexander Meier (* 17. ledna 1983 Buchholz in der Nordheide) je bývalý německý profesionální fotbalista, který hrával na pozici útočníka. Svoji hráčskou kariéru ukončil v roce 2020 v dresu australského klubu Western Sydney Wanderers FC. Je to nejlepší střelec 1. i 2. německé fotbalové Bundesligy.

## Klubová kariéra
Hrál na profesionální úrovni za německé kluby FC St. Pauli, Hamburger SV. Nejdelší dobu strávil v klubu Eintracht Frankfurt.

## Reprezentační kariéra
V roce 2006 nastupoval za německou jedenadvacítku.

## Individuální úspěchy
- 1× nejlepší střelec německé Bundesligy v dresu Eintrachtu Frankfurt (2014/15 – 19 gólů)[1][2]
- 1× nejlepší střelec 2. německé Bundesligy v dresu Eintrachtu Frankfurt (2010/11 – 17 gólů; společně s Olivierem Occéanem z SpVgg Greuther Fürth a Nickem Proschwitzem z SC Paderborn).[3]